# Kaapverdisch stormvogeltje
Het Kaapverdisch stormvogeltje (Hydrobates jabejabe synoniem: Oceanodroma jabejabe) is een vogel uit de familie der Hydrobatidae (Noordelijke stormvogeltjes). 

## Verspreiding en leefgebied
Deze soort is endemisch op de Kaapverdische eilanden.

## Status
De grootte van de populatie is in 2018 geschat op 15-65 duizend volwassen vogels. Op de Rode lijst van de IUCN heeft deze soort de status niet bedreigd.